# Cardamine hupingshanensis
Cardamine hupingshanensis là một loài thực vật có hoa trong họ Cải. Loài này được K.M.Liu, L.B.Chen, H.F.Bai & L.H.Liu mô tả khoa học đầu tiên năm 2008.